# Voyelle ouverte antérieure arrondie
La voyelle ouverte (ou basse) antérieure arrondie est une voyelle dont l'utilisation n'est pas certaine. Son symbole dans l'alphabet phonétique international est la petite capitale oe [ɶ], et son équivalent en symbole X-SAMPA est &.
Son symbole est la petite capitale oe [ɶ] qui n’est pas à confondre avec la ligature oe utilisée pour la voyelle mi-ouverte antérieure arrondie.

## Caractéristiques
- Son degré d'aperture est ouvert, ce qui signifie que la langue est positionnée aussi loin que possible du palais.
- Son point d'articulation est antérieur, ce qui signifie que la langue est placée aussi loin que possible à l'avant de la bouche.
- Son caractère de rondeur est arrondi, ce qui signifie que les lèvres sont arrondies.

## Langues
L'existence de langues utilisant le phonème [ɶ] n'est pas établie. On en trouve un exemple proche dans les dialectes bavarois et autrichien de l'allemand, qui possèdent un phonème représenté généralement par ce symbole. Cependant, cette voyelle est vraiment l'équivalent arrondi de la voyelle ouverte supérieure [æ] et non de la voyelle ouverte [a] ; elle devrait donc plutôt être représentée par [œ̞].
Exemples :
- Dialecte autrichien de l'allemand : Seil [sɶː] ou [sœ̞ː] « corde » ;
- Suédois : för [fœ̞ːr] « pour ».